# IC 2191
IC 2191 — галактика типу S0 (спіральна галактика) у сузір'ї Близнята.
Цей об'єкт міститься в оригінальній редакції індексного каталогу.